# For the Queen
For the Queen – czwarty album studyjny niemieckiego DJ-a i producenta - Tomcrafta. Wydany w Niemczech 14 września 2007 roku przez wytwórnię Kosmo Records.

## Lista utworów
1. Broadsword Calling Danny Boy (5:24)[1]
2. Relax (4:53)
3. People Like Them (4:33)[2]
4. Cafe del Isar (3:51)
5. Thomas of Bavaria (6:06)[3]
6. Ready to Go (9:16)[4]
7. Lick Drop (3:16)
8. Phosphor Nights (6:08)
9. Escape From New York (5:29)
10. Aint No Problem (4:55)
11. For the Queen (3:00)